# Opava (Slowakei)
Opava (ungarisch Apafalva – bis 1892 Apova) ist eine Gemeinde im Süden der Slowakei mit 110 Einwohnern (Stand 31. Dezember 2024). Sie gehört zum Okres Veľký Krtíš, einem Kreis des Banskobystrický kraj.

## Geographie

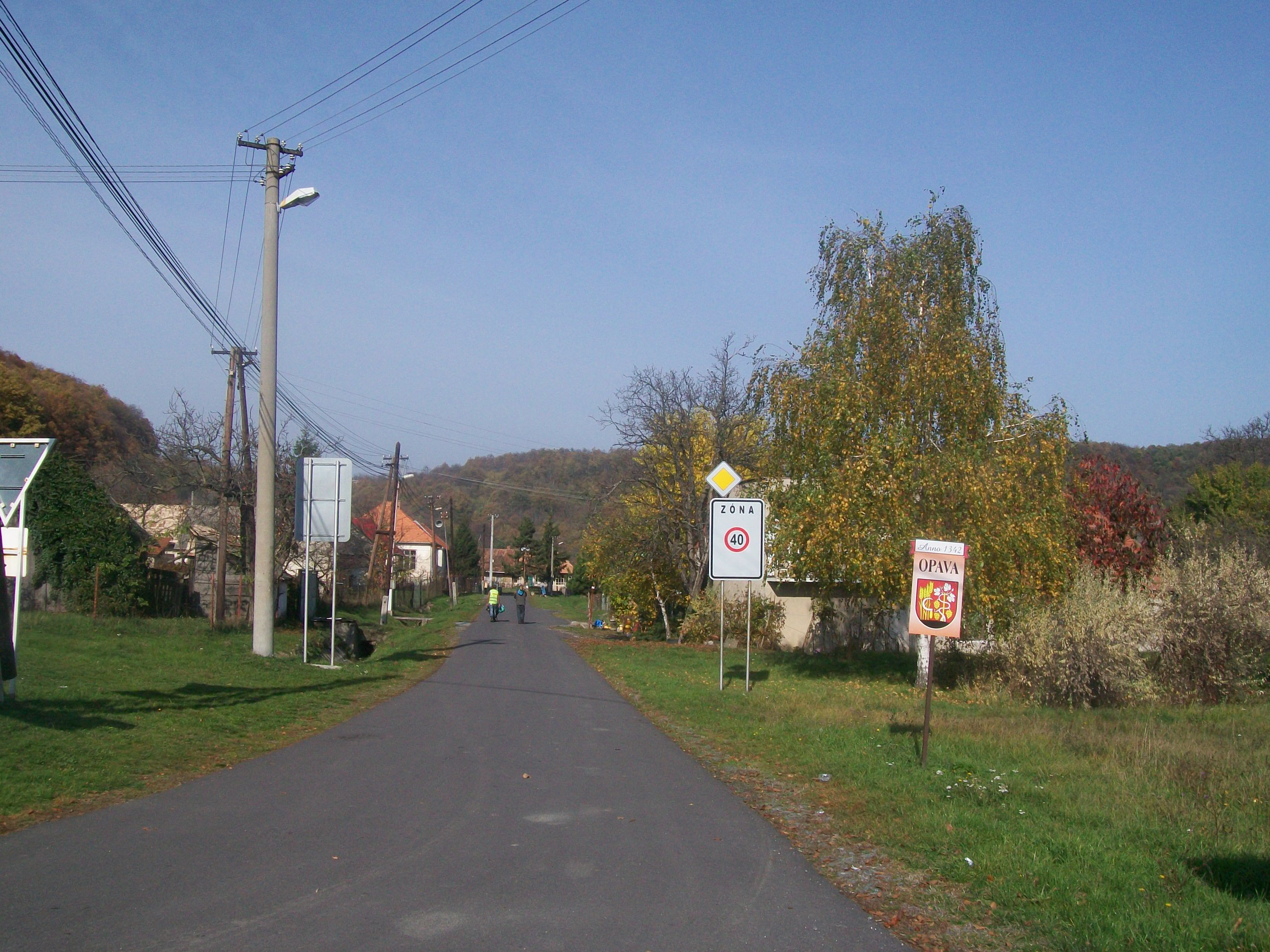
Ortseingang von Opava

Die Gemeinde befindet sich am Südostrand der Hochebene Krupinská planina, am Bach Kosihovský potok im Einzugsgebiet des Ipeľ. Das Ortszentrum liegt auf einer Höhe von 350 m n.m. und ist 17 Kilometer von Veľký Krtíš entfernt.
Nachbargemeinden sind Cerovo im Norden, Kosihovce im Osten, Seľany im Süden und Čelovce im Westen.

## Geschichte
Opava wurde zum ersten Mal 1342 als Opoa schriftlich erwähnt. Im 16. Jahrhundert war das Dorf Teil des Herrschaftsgebiets der Burg Čabraď, ab 1629 war es Besitz der Familie Koháry, gefolgt später von der Familie Coburg. 1715 gab es eine Mühle und 30 Haushalte, 1828 zählte man 62 Häuser und 407 Einwohner, die als Landwirte, Obstbauern und Winzer beschäftigt waren.
Bis 1918/1919 gehörte der im Komitat Hont liegende Ort zum Königreich Ungarn und kam danach zur Tschechoslowakei beziehungsweise heute Slowakei.

## Bevölkerung
| Jahr                | 1994 | 2004 | 2014 | 2024     |
| ------------------- | ---- | ---- | ---- | -------- |
| Anzahl der Personen | 125  | 120  | 126  | 110      |
| Unterschied         |      | −4 % | +5 % | −12,69 % |

| Jahr                | 2023 | 2024    |
| ------------------- | ---- | ------- |
| Anzahl der Personen | 111  | 110     |
| Unterschied         |      | −0,90 % |

Gemäß der Volkszählung 2011 wohnten in Opava 126 Einwohner, davon 105 Slowaken, zwei Ukrainer sowie jeweils ein Magyare und Rom. 17 Einwohner machten keine Angabe zur Ethnie.
51 Einwohner bekannten sich zur römisch-katholischen Kirche, 42 Einwohner zur evangelischen Kirche A. B., drei Einwohner zu den Zeugen Jehovas, zwei Einwohner zur orthodoxen Kirche und ein Einwohner zu den christlichen Gemeinden und zur griechisch-katholischen Kirche. 10 Einwohner waren konfessionslos und bei 16 Einwohnern wurde die Konfession nicht ermittelt.

## Bauwerke und Denkmäler
- Ruinen einer gotischen Kirche
- evangelische Kirche aus den Jahren 1892–1905[6]